# Protomedea
Protomedea (en grec antic Πρωτομέδεια) Prònoe (en grec antic Προνόη) va ser una de les nereides citades per Hesíode a la llista que dona a la Teogonia.
Com les altres nereides, era filla de Nereu, un déu marí fill de Pontos, i de Doris, una nimfa filla d'Oceà i de Tetis. Tenia un únic germà, Nèrites. Era la nereida anomenada «primera reina».